# نیکلا بادالوکو
نیکلا بادالوکو (ایتالیایی: Nicola Badalucco؛ ‏ ۱۳ مهٔ ۱۹۲۹ – ۱۷ ژوئن ۲۰۱۵) فیلم‌نامه‌نویس، روزنامه‌نگار و نویسنده اهل ایتالیا بود.
او در دوران فعالیت حرفه‌ای خود فیلم‌نامه ۳۸ فیلم را نوشته‌بود که از آن میان می‌توان به دو قلب، یک نیایشگاه، روزنگار سیاه، راز صحرا، و آگنس مرگ را برگزید، پلیس زن، فرانک بدجنس و تونی بی‌مخ و لیبرا، عشق من اشاره کرد.
وی همچنین برندهٔ جوایزی همچون نشان شایستگی از جمهوری ایتالیا شده‌است.